# Monumento a la Libertad y la Reunificación
El Monumento a la Libertad y la Reunificación (en alemán: «Denkmal für Freiheit und Einheit») es un proyecto que pretende levantar en la ciudad de Berlín (Alemania) una escultura en conmemoración de la revolución pacífica y la consecuente caída del Muro de Berlín el 9 de noviembre de 1989.

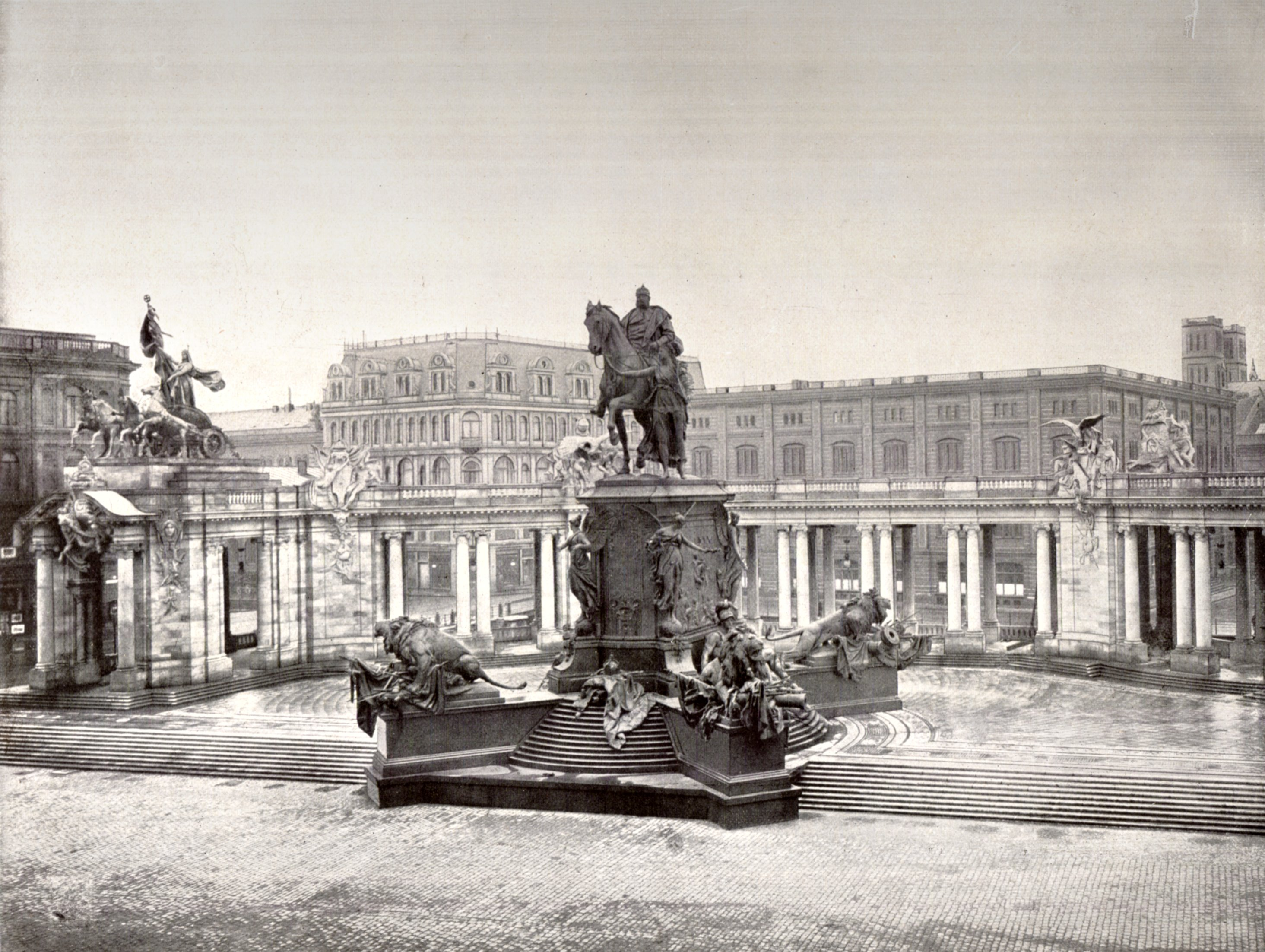
Monumento a Guillermo I frente al Palacio Real, que al igual que el monumento, fue destruido por los bombardeos de la Segunda Guerra Mundial.

## Historia
En 2007, la Asociación alemana para la Promoción de las Relaciones Culturales, Sociales y Políticas en Europa y la Fundación federal para el Estudio de la Dictadura abrieron un concurso para la construcción del Monumento. La propuesta ganadora fue la de Bernadette Boebel, una estudiante de diseño de Karlsruhe.
Inicialmente estaba previsto girara en torno a dos piezas de acero colocadas en el lugar que ocupó anteriormente el monumento a Guillermo I frente al Palacio Real, ambos destruidos durante la República Democrática Alemana (RDA). Los dos elementos aunque separados uno del otro parecían formar un anillo cuando se observan desde un punto en particular. Las esculturas estarían acompañadas de otros elementos, como placa con las fechas de la construcción del muro, de la reunificación, etc.
Pero en 2011 tuvo lugar un nuevo concurso, que ganaría la propuesta del estudio Stuttgart Milla & Partner. La idea es que el monumento honre a los hombres y mujeres que, en una revolución pacífica en 1989, provocaron la caída del Muro de Berlín y la reunificación de Alemania. Por eso el monumento invita a los visitantes a comunicarse y actuar juntos. El movimiento lo lograrán los visitantes que trabajen juntos como un grupo: por la fuerza de su movimiento, el monumento cobrará vida. Será animado y no simplemente un objeto de contemplación. Por eso el monumento es una superficie por la que se puede caminar.
El 28 de mayo de 2020 se inició simbólicamente la construcción del monumento con la colocación de las primeras piedras por los presidentes del Bundestag Wolfgang Thierse y Norbert Lammert, y la ministra de Cultura Monika Grütters.